# François-Louis Le Tellier
Pour les articles homonymes, voir Le Tellier.
François-Louis Le Tellier, né le 8 septembre 1704 et mort le 25 novembre 1767, marquis de Souvré et de Louvois ainsi que seigneur de Rebenac. Il est le fils de Louis-Nicolas Le Tellier de Souvré et de Catherine de Pas de Feuquières et le petit-fils de Louvois, secrétaire d'État à la guerre de Louis XIV.

## Biographie
Contrairement à son père qui, à titre de maître de la Garde-Robe du Roi, a passé sa vie à la Cour, François-Louis fait une belle carrière dans les armées.

D'abord connu sous le nom de « marquis de Louvois », il entre aux mousquetaires en 1716. Il obtint, en survivance de son père, la charge de lieutenant général au gouvernement de Navarre et de Béarn le 25 mai 1723.
Il fut pourvu d'une compagnie dans le régiment Royal-Cravates, le 19 janvier 1721, et de la charge de maitre de la garde-robe du roi , à la mort de son père le 23 décembre 1725. Il prit alors le nom de marquis de Souvre, et préta serment pour sa charge de lieutenant-général au gouvernement de Navarre, le 5 février 1726. Il servit au camp de la Meuse, en 1727 et obtint, le 13 octobre 1730, un régiment d'infanterie de son nom, et le commanda au camp de la Moselle, en 1732 il participa ensuite aux sièges de Gerra-d'Adda,, de Pizzighetone et du château de Milan, en
1733 puis, en 1734, à ceux de Novarre, du fort d'Arrona et des ville et château de Tortone, à la bataille de Parme et à celle de Guastalla, où il fut blessé d'un coup de sabre sur la tête et de deux coups de fusil, et fut nommé brigadier, le 18 octobre.
Il concourut, pendant la campagne de 1735 , à la prise du château de Gonzague, de Reggiolo et de Revere, et rentra en France avec son régiment, au mois de septembre 1736. 
Employé dans l'armée que le roi envoya, en 1741, au secours de l'électeur de Bavière, il contribua, sous les ordres du comte de Ségur, à la défense de Lintz, et rentra en France, au mois de mars 1742, ne
pouvant pas servir d'un an, aux termes de la capitulation de cette place. Créé maréchal-de-camp, le 20 février 1743, il se démit de son régiment et fut employé à l'armée du Rhin, sous le maréchal de Noailles. Il combattit à Deltingen, et finit la campagne en Basse-Alsace. En 1744, il servit sous le maréchal de Saxe, à l'armée de Flandre et couvrit les sièges de Menin, d'Ypres et de Furnes. En 1745, il combattit à Fontenoy et concourut à la prise de Tournai et à la réduction de sa citadelle. Il se distingua d'une manière brillante, au combat de Nesle, où, à la tête des brigades de Normandie et de Crillon, il surprit et tailla en pièces 6 000 Anglais qui se rendaient à Gand.
Il prit ensuite possession de la ville de Bruges, s'empara, au mois d'aout, d'un des châteaux de Grimberghen, et y fit prisonniers 1 capitaine, 2 officiers et 100 hommes. 
En 1746, il couvrit les sièges de Mons, de Charleroi et de Namur, et combattit à Raucoux. 
L'année suivante, il prit part, sous le maréchal de Saxe, à la victoire de Lauffeld, et couvrit, avec l'armée, le siège de Berg-op-Zoom. 
Il fut promu au grade de lieutenant-général des armées, le 1er janvier 1748 et fut créé chevalier des Ordres du roi, le 2 février 1749, et reçu le 25 mai suivant.
Il combattit à Hastenbeck, en 1757, et concourut à la conquête de l'électorat de Hanovre. Ce fut sa dernière campagne. Il mourut en 1767.

## Mariages et descendance
Il épouse successivement :
1. le 30 mai 1723 Françoise Gabrielle de Brancas-Céreste, fille de Louis, marquis de Céreste, morte en 1724 ;
2. le 7 février 1725 Jeanne Françoise Dauvet des Marets, fille de François, baron de Boursault, morte en 1732 ;
3. le 1er août 1738 Félicité de Sailly, fille de Louis, marquis de Sailly;

Dont sont issus :
du premier lit :
- Catherine-Flore Le Tellier (née et morte en 1724);

du deuxième lit :
- Françoise-Sophie Le Tellier, née en 1726, religieuse à Notre-Dame de Soissons;
- Françoise-Aglaé Le Tellier, (1727-1778) qui épouse (1747) Alexandre-Louis, marquis de Saint-Charmans;
- Gabrielle-Flore Le Tellier, (1728-1790) qui épouse (1751) Louis-Hector, marquis de Sailly;
- Marie-Emilie Le Tellier, (1732-1759) qui épouse (1755) Jean-Baptiste de Montmorin, marquis de Saint-Hérem;

du troisième lit :
- François-César Le Tellier, marquis de Souvré (1739-1757), tué le 29 septembre 1757 (sans postérité).
- Louis-Sophie Le Tellier, marquis de Souvré et de Louvois (1740-1785), brigadier des armées du Roi, marié successivement: le 3 septembre 1763, avec Claudine Louise Gagnat de Logny, fille d'Alexandre, seigneur de Logny, morte le 1er novembre 1768; le 30 avril 1775, avec Hermonia Cornelia de Wriezen, baronne d'Hussel; le 14 janvier 1782 avec Marie Jeanne Victoire de Bombelles, fille d'Henri, comte de Bombelles, sœur de Marc-Marie, marquis de Bombelles et veuve du landgrave de Hesse-Rheinfels, morte le 28 novembre 1822.

Est issu de ce dernier mariage de Louis-Sophie Le Tellier, marquis de Souvré et de Louvois, le tout dernier Le Tellier de Louvois : Auguste Michel Félicité Le Tellier, marquis-pair de Louvois (1783-1844), pair de France, président du conseil-général de l'Yonne, époux d'Athénaïs Grimaldi, princesse de Monaco. Ce dernier adopte Adolphe de La Salle d'Offémont, fils d'Auguste de La Salle et de Cécile Stretler de Gestad, et en fait l'héritier du titre de marquis de Louvois, titre qui s'éteint en 1925 avec la mort, sans postérité, du fils d'Adolphe, Ferdinand-Louis de La Salle, dernier marquis de Louvois.